# Andreas Hartmann
Andreas Hartmann (ur. 29 stycznia 1980 w Cham) – szwajcarski narciarz klasyczny, specjalista kombinacji norweskiej, czterokrotny medalista mistrzostw świata juniorów.

## Kariera
Po raz pierwszy na arenie międzynarodowej Andreas Hartmann pojawił się w sezonie 1995/1996 Pucharu Świata B. W zawodach tego cyklu startował do sezonu 2004/2005, najlepsze wyniki osiągając w sezonie 2002/2003, który ukończył na dziesiątej pozycji. Sześciokrotnie stawał na podium zawodów tego cyklu, jednak nigdy nie wygrał. W międzyczasie wywalczył cztery medale w kategorii juniorów. Podczas mistrzostw świata juniorów w Canmore w 1997 roku wywalczył srebro indywidualnie. Rok później, na mistrzostwach świata juniorów w Sankt Moritz wraz z kolegami zdobył brązowy medal w zawodach drużynowych. Najlepiej wypadł jednak na mistrzostwach świata juniorów w Saalfelden w 1999 roku zdobywając srebro drużynowo oraz brąz indywidualnie.
W Pucharze Świata zadebiutował 18 stycznia 1997 roku w Sankt Moritz, zajmując 17. miejsce w zawodach metodą Gundersena. Tym samym w swoim debiucie od razu zdobył punkty. W sezonie 1996/1997 pojawił się jeszcze kilkakrotnie, przy czym 15 marca 1997 roku w Oslo po raz pierwszy i ostatni w Pucharze Świata stanął na podium, zajmując trzecie miejsce w Gundersenie. Najlepszy wynik w klasyfikacji generalnej zanotował w sezonie 1998/1999, który ukończył na czternastej pozycji.
Pierwszą imprezą seniorską w jego karierze były mistrzostwa świata w Ramsau w 1999 roku, gdzie wraz kolegami zajął dziewiąte miejsce w drużynie. Dwa lata później, podczas mistrzostw świata w Lahti zajął 10. miejsce w zawodach drużynowych, a w Gundersenie uplasował się na 24. pozycji. W 2002 roku brał udział w igrzyskach olimpijskich w Salt Lake City, gdzie indywidualnie był ósmy w sprincie oraz dziewiąty w konkursie metodą Gundersena. Mimo to nie wystąpił w zawodach drużynowych. Wystąpił także na mistrzostwach świata w Val di Fiemme w 2003 roku, jednak indywidualnie zajął 30. miejsce w Gundersenie, a wspólnie z kolegami był ósmy w sztafecie. Na mistrzostwach świata w Oberstdorfie w 2005 roku już się nie pojawił. W lecie 2005 roku postanowił zakończyć karierę.

## Osiągnięcia

### Igrzyska olimpijskie
| Miejsce | Dzień     | Rok  | Miejscowość    | Konkurencja          | Wynik zwycięzcy | Strata  | Zwycięzca        |
| ------- | --------- | ---- | -------------- | -------------------- | --------------- | ------- | ---------------- |
| 28.     | 14 lutego | 1998 | Nagano         | Gundersen K-90/15 km | 41:21,1         | +4:57,4 | Bjarte Engen Vik |
| 7.      | 20 lutego | 1998 | Nagano         | Sztafeta K-90/4x5 km | 54:11,5         | +2:30,1 | Norwegia         |
| 9.      | 9 lutego  | 2002 | Salt Lake City | Gundersen K-90/15 km | 39:11,7         | +2:30,6 | Samppa Lajunen   |
| 8.      | 21 lutego | 2002 | Salt Lake City | Sprint K-120/7,5 km  | 16:40,1         | +1:04,6 | Samppa Lajunen   |

### Mistrzostwa świata
| Miejsce | Dzień     | Rok  | Miejscowość   | Konkurencja          | Wynik zwycięzcy | Strata  | Zwycięzca        |
| ------- | --------- | ---- | ------------- | -------------------- | --------------- | ------- | ---------------- |
| 9.      | 25 lutego | 1999 | Ramsau        | Sztafeta K-90/4x5 km | 49:34,2         | ?       | Finlandia        |
| 24.     | 15 lutego | 2001 | Lahti         | Gundersen K-90/15 km | 39:26,7         | ?       | Bjarte Engen Vik |
| 10.     | 20 lutego | 2001 | Lahti         | Sztafeta K-90/4x5 km | 48:54,1         | +5:14,6 | Norwegia         |
| 30.     | 21 lutego | 2003 | Val di Fiemme | Gundersen K-95/15 km | 37:54,2         | +4:59,3 | Ronny Ackermann  |
| 8.      | 24 lutego | 2003 | Val di Fiemme | Sztafeta K-95/4x5 km | 47:23,9         | +5:47,5 | Austria          |

### Mistrzostwa świata juniorów
| Miejsce | Dzień       | Rok  | Miejscowość  | Konkurencja          | Wynik zwycięzcy | Strata | Zwycięzca         |
| ------- | ----------- | ---- | ------------ | -------------------- | --------------- | ------ | ----------------- |
| 2.      | 12 lutego   | 1997 | Canmore      | Gundersen K89/10 km  | ?               | ?      | Roman Perko       |
| 3.      | 23 stycznia | 1998 | Sankt Moritz | Sztafeta K-90/4x5 km | ?               | ?      | Finlandia         |
| 3.      | 3 lutego    | 1999 | Saalfelden   | Gundersen K89/10 km  | ?               | ?      | Samppa Lajunen    |
| 2.      | 4 lutego    | 1999 | Saalfelden   | Sztafeta K-90/4x5 km | ?               | ?      | Stany Zjednoczone |

### Puchar Świata

#### Miejsca w klasyfikacji generalnej
- sezon 1996/1997: 29.
- sezon 1997/1998: 37.
- sezon 1998/1999: 14.
- sezon 1999/2000: 48.
- sezon 2000/2001: 19.
- sezon 2001/2002: 31.
- sezon 2002/2003: –
- sezon 2003/2004: 31.

#### Miejsca na podium chronologicznie
| Nr | Data          | Miejscowość | Konkurencja          | Wynik zwycięzcy | Pozycja | Strata | Zwycięzca        |
| -- | ------------- | ----------- | -------------------- | --------------- | ------- | ------ | ---------------- |
| 1. | 15 marca 1997 | Oslo        | Gundersen K115/15 km | ?               | 3.      | ?      | Bjarte Engen Vik |

### Puchar Kontynentalny

#### Miejsca w klasyfikacji generalnej
- sezon 1995/1996: 47.
- sezon 1996/1997: 22.
- sezon 1997/1998: 25.
- sezon 2001/2002: 20.
- sezon 2002/2003: 10.
- sezon 2004/2005: 51.

#### Miejsca na podium chronologicznie
| Nr | Data             | Miejscowość | Konkurencja          | Wynik zwycięzcy | Pozycja | Strata  | Zwycięzca       |
| -- | ---------------- | ----------- | -------------------- | --------------- | ------- | ------- | --------------- |
| 1. | 9 lutego 1997    | Lake Placid | Gundersen K120/15 km | ?               | 2.      | ?       | Marco Zarucchi  |
| 2. | 4 stycznia 2002  | Klingenthal | Sprint K90/7,5 km    | ?               | 3.      | +1,5 s  | Kenneth Braaten |
| 3. | 13 stycznia 2002 | Baiersbronn | Sprint K90/7,5 km    | ?               | 3.      | +1,1 s  | Frédéric Baud   |
| 4. | 7 marca 2003     | Ruka        | Sprint K120/7,5 km   | ?               | 2.      | +28,1 s | Tino Edelmann   |
| 5. | 5 grudnia 2003   | Rovaniemi   | Sprint K90/7,5 km    | 17:36,5 min     | 2.      | +11,5 s | Tino Edelmann   |
| 6. | 7 grudnia 2003   | Rovaniemi   | Gundersen K90/15 km  | ?               | 2.      | +0,9 s  | Christian Beetz |

### Letnie Grand Prix

#### Miejsca w klasyfikacji generalnej
- 1998: 4.
- 1999: 6.
- 2000: 44.
- 2001: 57.
- 2002: 49.
- 2003: 43.
- 2004: 39.
- 2005: –

#### Miejsca na podium chronologicznie
| Nr | Data             | Miejscowość | Konkurencja | Wynik zwycięzcy | Pozycja | Strata  | Zwycięzca       |
| -- | ---------------- | ----------- | ----------- | --------------- | ------- | ------- | --------------- |
| 1. | 22 sierpnia 1999 | Einsiedeln  | K63/10 km   | ?               | 2.      | +28,6 s | Ronny Ackermann |